# Parafia Matki Bożej Trzykroć Przedziwnej w Mostach
Parafia Matki Bożej Trzykroć Przedziwnej w Mostach – rzymskokatolicka parafia znajdująca się w Mostach, w diecezji grodzieńskiej, w dekanacie Mosty, na Białorusi.

## Historia
Do II wojny światowej katolicy z Mostów należeli do parafii św. Jana Chrzciciela w Mostach Prawych. Parafia w Mostach została erygowana po upadku komunizmu w 1992. Początkowo nabożeństwa odbywały się w tymczasowej kaplicy. 2 kwietnia 1993 rozpoczęto budowę kościoła, którą ukończono w 2000. 22 lipca 2000 kościół konsekrowali nuncjusz apostolski na Białorusi abp Dominik Hrušovský, biskup grodzieński Aleksander Kaszkiewicz oraz biskup pomocniczy diecezji pińskiej Kazimierz Wielikosielec.